# Olivier Nakache
Pour les articles homonymes, voir Nakache.
Olivier Nakache, né le 15 avril 1973 à Suresnes (Île-de-France), est un réalisateur, scénariste et producteur français.
Il travaille en binôme avec Éric Toledano.
Il est le frère de l'actrice et réalisatrice Géraldine Nakache.

## Biographie

### Jeunesse et formation
Olivier Nakache naît le 15 avril 1973 à Suresnes d'un père directeur informatique et d'une mère assistante comptable, tous deux juifs d'Algérie. Il est le frère de Géraldine Nakache. Il fait une partie de ses études au lycée Paul-Langevin[réf. nécessaire].

### Débuts de réalisateur (années 1990)
Son parcours demeure indissociable de celui de Éric Toledano. Très vite après s'être rencontrés lors d'un rassemblement d'animateurs de Yaniv, les deux hommes se lient d'amitié et tournent ensemble des courts-métrages de nature fantaisiste.
En 1995, ils mettent en scène leur premier court-métrage, Le Jour et la Nuit, récit d'un médecin de nuit amoureux, avec Zinedine Soualem et Julie Mauduech.
Quatre ans plus tard, ils récidivent avec Les petits souliers, chronique de jeunes Pères Noël d'un soir, qui réunit la jeune garde des humoristes français : Jamel Debbouze, Gad Elmaleh, Atmen Kelif, Roschdy Zem et Gilbert Melki, Ce film obtient le prix du Jury au Festival du court-métrage d'humour de Meudon et lance les deux cinéastes.
En 2002, ils signent un autre court-métrage Ces Jours Heureux, à propos d'un départ de colonie de vacances.

### Scénariste/réalisateur de comédies populaires (années 2000)
Forts de ces expériences, ils passent au long-métrage en 2005 en écrivant et réalisant Je préfère qu'on reste amis avec Gérard Depardieu et Jean-Paul Rouve. Le film disparaît des salles au bout de deux semaines, avec 200 887 entrées.
Les réalisateurs enchaînent cependant avec un autre projet, plus personnel, car, basé sur leurs propres souvenirs d'animateurs de colonies de vacances, Nos jours heureux. Il s'agit d'une adaptation de leur court-métrage Ces jours heureux (2001), avec Lorànt Deutsch dans le rôle d'un animateur de colo dépassé. Pour ce passage au long, c'est Jean-Paul Rouve qui récupère le rôle. Autour de l'acteur jouent notamment Marilou Berry, Omar Sy (déjà présent dans le court-métrage), Joséphine de Meaux mais aussi Jean Benguigui. Cette comédie populaire est un joli succès de l'été 2006, avec 1 400 062 entrées.
Parallèlement, les deux comparses filment quelques volets de l'émission Samedi soir en direct (2003) sur Canal Plus, avant d'apparaître dans le téléfilm Mer belle à agitée de Pascal Chaumeil (2006).
Ils sortent en 2009 leur troisième long, un nouveau film choral : Tellement proches raconte l'histoire d'une famille de classe populaire de la banlieue parisienne haute en couleur. Les acteurs, Vincent Elbaz, Isabelle Carré, François-Xavier Demaison, Audrey Dana retrouvent  Omar Sy, Jean Benguigui et Joséphine de Meaux.

### Confirmation (années 2010)

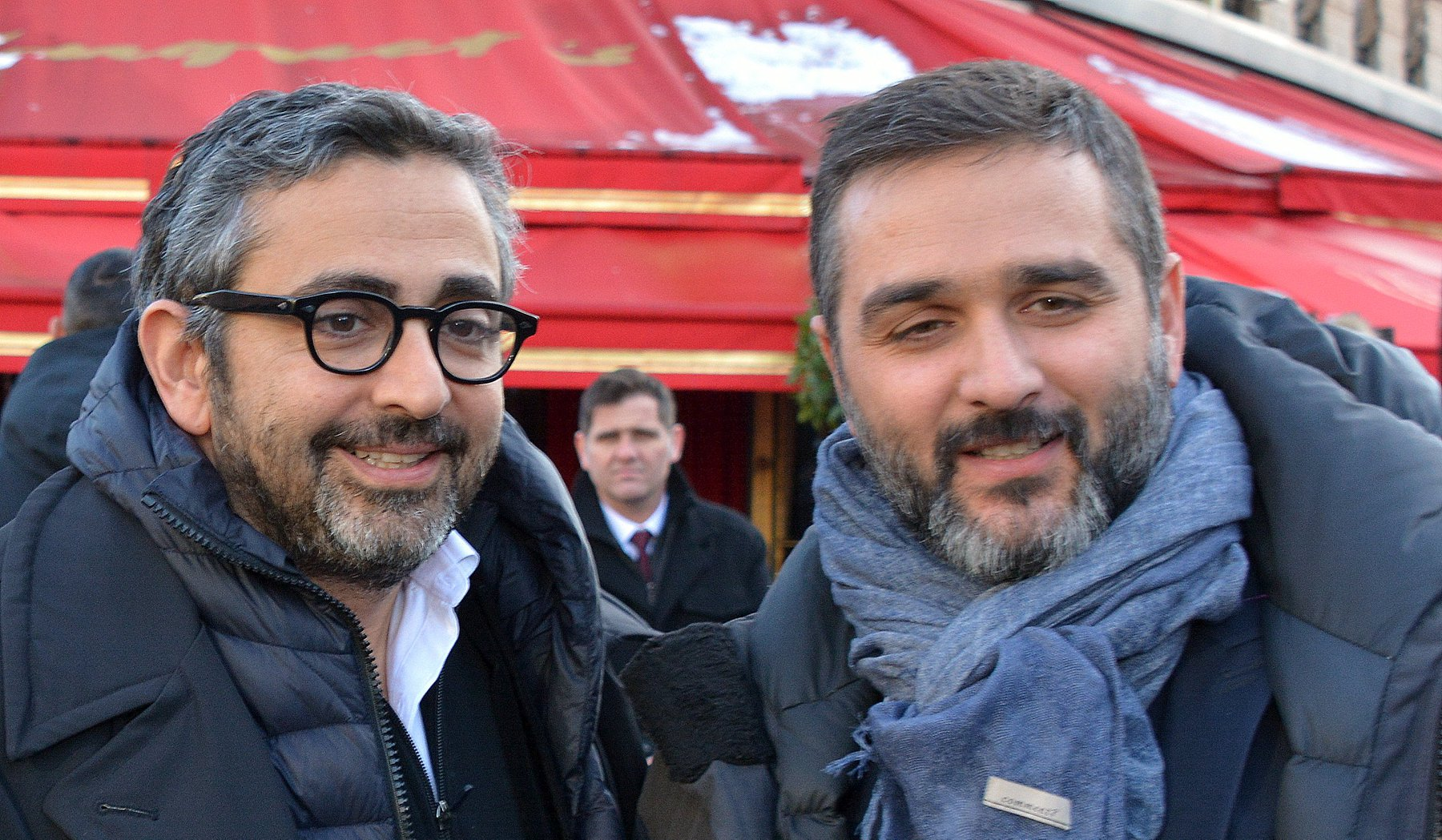
Avec son compère Éric Toledano.

En 2011, ils passent à un registre plus dramatique avec Intouchables, l'adaptation de l'histoire vraie de Philippe Pozzo di Borgo. Le film est le deuxième plus gros succès de l'histoire du cinéma français, faisant 19,44 millions d'entrées et devenant le film français le plus vu à l'étranger depuis 1994, où il remporte plusieurs récompenses. Le film fait surtout de l'acteur fétiche de Toledano et Nakache, Omar Sy, une star, s'imposant face à un acteur déjà confirmé et récompensé, François Cluzet.
En 2014, ils confirment dans un registre dramatique avec Samba, cette fois l'adaptation d'un roman, Samba pour la France, de Delphine Coulin. Les deux réalisateurs viennent présenter leur film en avant-première à Meudon en septembre, la ville qui leur a donné leur chance. Nouveau gros succès, avec 4 803 532 spectateurs en Europe.
Les réalisateurs attendent 2017 pour dévoiler leur sixième long, Le sens de la fête, avec Jean-Pierre Bacri dans le rôle principal. Ils s'entourent de Jean-Paul Rouve et Gilles Lellouche, mais également des jeunes valeurs montantes de l'humour : Eye Haïdara, Vincent Macaigne, Alban Ivanov, William Lebghil et Jackee Toto.
Leur documentaire-portrait Cinéma par Toledano et Nakache sorti en 2018 parle de leurs influences de cinéma et revient sur les étapes importantes de leur parcours.
En 2019, ils sortent Hors normes, d'après l'histoire vraie de responsables d'associations qui s'occupent de personnes atteintes d'un autisme grave. Le film met en scène notamment Vincent Cassel et Reda Kateb.
En 2021 sort la première série créée par Olivier Nakache et Éric Toledano : En thérapie est l'adaptation française de la série israélienne BeTipul. Elle est diffusée sur Arte et arte.tv. La série se déroule en huis clos dans le cabinet d'un psy (Frédéric Pierrot) durant les séances de ses patients (Mélanie Thierry, Reda Kateb, Pio Marmaï, Clémence Poésy, Céleste Brunnquell) et de sa superviseure Carole Bouquet.

## Vie privée
Il est marié à Jézabel Marques avec qui il a deux enfants, Samuel Nakache et Gabriel Nakache.  Jézabel Marques est une actrice, réalisatrice et scénariste française. 

## Filmographie

### Réalisateur, scénariste, en collaboration avecÉric Toledano

#### Courts métrages
- 1995 : Le Jour et la Nuit
- 1999 : Les Petits Souliers
- 2002 : Ces jours heureux
- 2015 : Le bon vivant
- 2015 : Qui de nous deux de Benjamin Bouhana

#### Longs métrages
- 2005 : Je préfère qu'on reste amis...
- 2006 : Nos jours heureux
- 2009 : Tellement proches
- 2011 : Intouchables
- 2014 : Samba
- 2017 : Le Sens de la fête
- 2019 : Hors normes
- 2023 : Une année difficile
- Prochainement : Juste une illusion

#### Série télévisée
- 2021 : En thérapie Saison 1
- 2022 : En thérapie Saison 2

#### Documentaire
- 2018 : Cinéma par Toledano et Nakache

#### Co-production
- 2022-2023: Les rencontres du Papotin saison 1 aux côtés de Kiosco TV.
- 2023-2024: Les rencontres du Papotin saison 2 aux côtés de Kiosco TV.
- 2024 : La Fièvre, aux côtés de QUAD et de Léon productions
- 2024 : Notre Monde , aux côtés de QUAD

### Acteur
- 2003 : Une fleur pour Marie (court métrage)
- 2006 : Mer belle à agitée (téléfilm) : Sponsor
- 2006 : Nos jours heureux (long métrage) : un médecin
- 2008 : Comme les autres de Vincent Lecleq : Manu

## Box-office
| Film                                  | France             | Mondial       |
| ------------------------------------- | ------------------ | ------------- |
| Je préfère qu'on reste amis... (2005) | 330 411 entrées    | 2 186 830 $   |
| Nos jours heureux (2006)              | 1 473 273 entrées  | 10 183 474 $  |
| Tellement proches (2009)              | 796 719 entrées    | 6 712 495 $   |
| Intouchables (2011)                   | 19 490 688 entrées | 426 588 510 $ |
| Samba (2014)                          | 3 110 070 entrées  | 31 773 420 $  |
| Le sens de la fête (2017)             | 3 020 694 entrées  | 30 493 405 $  |
| Hors normes (2019)                    | 2 108 551 entrées  | 17 675 602 $  |

## Distinctions

### Récompenses
- 2006 : Festival international du film de comédie de l'Alpe d'Huez : Prix du Jury Jeune avec Éric Toledano pour Nos jours heureux
- 2006 : Festival international du film de comédie de l'Alpe d'Huez : Prix du Public Europe 1 avec Éric Toledano pour Nos jours heureux
- 2009 : Festival international du film de comédie de l'Alpe d'Huez : Prix du Jury Jeune avec Éric Toledano pour Tellement Proches
- 2011 : Festival international du film de Tokyo : Tokyo Sakura Grand Prix avec Éric Toledano pour Intouchables
- 2011 : Le Label des Spectateurs UGC : Label des Spectateurs UGC avec Éric Toledano pour Intouchables
- 2011 : Lumière sur... by Kinepolis : Lumière sur... by Kinepolis avec Éric Toledano pour Intouchables
- 2011 : Le Coup de Cœur des Cinémas Gaumont Pathé : Coup de Cœur des Cinémas Gaumont Pathé avec Éric Toledano pour Intouchables
- 2012 : Globes de Cristal : Globe de Cristal du meilleur film avec Éric Toledano pour Intouchables
- 2012 : Trophées du Le Film français : Trophée du public (élu par les internautes des sites du groupe TF1) avec Éric Toledano pour Intouchables
- 2012 : Trophées du Le Film français : Trophée des Trophées avec Éric Toledano pour Intouchables
- 2012 : Trophées du Le Film français : Trophée du film français avec Éric Toledano pour Intouchables
- 2019 : French Cinema Award décerné par Unifrance et le Ministre de la Culture Franck Riester
- 2019 : Prix Henri-Jeanson de la Société des auteurs et compositeurs dramatiques
- 2019 : Prix du Public Festival de San Sebastian pour Hors Normes
- 2020 : César des lycéens pour Hors normes

### Nominations
- 2006 : Trophées Jeunes Talents : Jeune réalisateur cinéma avec Éric Toledano pour Je préfère qu'on reste amis...
- 2006 : Festival international du film de comédie de l'Alpe d'Huez : Étoile du Rire - Grand Prix TPS Star avec Éric Toledano pour Nos jours heureux
- 2006 : Prix Raimu de la comédie : Prix RAIMU du film de comédie avec Éric Toledano pour Nos jours heureux
- 2009 : Festival international du film de comédie de l'Alpe d'Huez : 
  - Etoile du Rire - Grand Prix TPS Star avec Éric Toledano pour Tellement Proches
  - Prix du Public Europe 1 avec Éric Toledano pour Tellement Proches
- 2011 : Festival international du film de Tokyo : 
  - Prix spécial du jury avec Éric Toledano pour Intouchables
  - Prix du meilleur réalisateur avec Éric Toledano pour Intouchables
  - Prix de la meilleure contribution artistique avec Éric Toledano pour Intouchables
  - Prix du public avec Éric Toledano pour Intouchables
- 2011 : BAFTA awards 2011 : meilleur film en langue étrangère pour Intouchables
- Césars 2012 :
  - César du meilleur réalisateur pour Intouchables
  - César du meilleur scénario original pour Intouchables
  - César du meilleur film avec Éric Toledano pour Intouchables
- Césars 2018 : 
  - César du meilleur film avec Éric Toledano pour Le Sens de la fête
  - César du meilleur réalisateur pour Le Sens de la fête
  - César du meilleur scénario original pour Le Sens de la fête
- César 2020 : 
  - Meilleur film avec Éric Toledano pour Hors normes
  - Meilleure réalisation
  - Meilleur scénario original

### Décoration
- 2021 :  Chevalier de la Légion d'honneur[6]